# Герхард Домаг
Герхард Домаг (Лагов, 30. октобар 1895 — Бургберт, 24. април 1964) био је немачки лекар и биохемичар, познат по радовима о експерименталном раку и о сулфанамидима. Применио је своје радове у лечењу туберкулозе. Добио је Нобелову награду за медицину 1939. године.